# Franklin, a teknős
A Franklin, a teknős (eredeti cím: Franklin et le trésor du lac) 2006-os francia rajzfilm a népszerű gyermekkönyvekből készült tévésorozat alapján. Ez az első egész estés Franklin-film, amit a nagyvásznon mutattak be. 
Franciaországban és Belgiumban 2006. december 20-án került a mozikba, Magyarországon 2008. január 10-én mutatták.
A film munkálatai 2005 szeptembere és 2006 augusztusa között folytak.

## Történet
Franklinhez vendégségbe érkezik a kincskereső archeológus Lucy néni és keresztlánya, Samantha. A látogatás apropóján Franklin nagymamája egy régi történetet idéz fel, ám az emlékektől hirtelen megbetegszik. A megoldás a nagyi meggyógyítására a meséjében szereplő különleges talizmán lehet, ami valahol az erdő mélyén van alásva. Franklinnel és barátaival tart Lucy néni és Samantha is, akinek természete gyakran ütközik hősünkével, így komoly türelemre van szüksége, hogy a küldetést mihamarabb teljesítsék.

## Szereplők
- Louise Cheka (francia) – Cameron Ansell (angol) – Franklin hangja
- Clara Borras (francia) – Shauna Black (angol) – Lucy néni hangja
- Camille Donda (francia) – Tajja Isen (angol) – Samantha
- Kevin Sommier (francia) – Doug Murray (angol) – Medve hangja
- Isabelle Volpe (francia) – Kristen Bone (angol) – Csiga hangja
- Ariane Aggiage (francia) – Leah Renee (angol) – Hód hangja
- Ivanah Coppola (francia) – Elizabeth Saunders (angol) – Teknős anyuka hangja
- Eric Peter (francia) – Richard Newman (angol) – Teknős apuka hangja
- Gwendoline Sommier (francia) – Bryn McAuley (angol) – Harriet hangja
- Cathy Cerda (francia) – Corinne Conley (angol) – Teknős nagymama hangja
- Isabelle Gance (francia) – ? (angol) – Medve anyuka hangja
- Benoît Allemane (francia) – ? (angol) – Medve apuka hangja
- Nathalie Homs (francia) – Mari Trainor (angol) – Medve doktornő hangja
- Laura Pelerins (francia) – Tajja Isen / Isaac Pustil (angol) – Fiatal teknős nagymama / I. sólyom fióka hangja
- Jean Lescot (francia) – Patricia Gage (angol) – Idős teknős
- Valentin Maupin (francia) – Hannah Endicott-Douglas / Joshua Isen (angol) – Kis varjú / III. sólyom fióka hangja
- Brigitte Lecordier (francia) – Emma Pustil (angol) – II. sólyom fióka hangja
- Véronique Augereau (francia) – Helen Taylor (angol) – Sólyom anyuka hangja

## Külső hivatkozások
- Franklin, a teknős a PORT.hu-n (magyarul)
- Franklin, a teknős az Internet Movie Database oldalon (angolul)
- Franklin, a teknős a Rotten Tomatoes oldalon (angolul)

- A Franklin, a teknős a Cinematrixon